# Peter Holm
 (août 2020).
Si vous disposez d'ouvrages ou d'articles de référence ou si vous connaissez des sites web de qualité traitant du thème abordé ici, merci de compléter l'article en donnant les références utiles à sa vérifiabilité et en les liant à la section « Notes et références ».
Peter Holm, né le 13 juin 1947 à Stockholm de son vrai nom Peter Gustaf Carl Sjöholm, est un chanteur et producteur de cinéma suédois des années 1960-1970.

## Biographie
Péter Holm s'est marié en 1985 avec l'actrice Joan Collins. Ils ont divorcé en décembre 1986.
il débute dans la musique par une phase psychédélique à la fin des années 1960, puis s'oriente vers la pop musique. Il se distingue par une voix haut perchée.
Ses chansons les plus connues à l'international sont Monia, Syster Jane et You will be mine. Il chante en suédois, anglais et français.

## Discographie

### Singles
- 1968 : Monia
- 1968 : My prayer
- 1968 : Comme toi
- 1969 : Zingara
- 1970 : Adieu ô mon amour
- 1970 : Mademoiselle
- 1970 : For ever (Tesoro)
- 1970 : Darling Maria
- 1972 : Marylène
- 1973 : Il faut chanter la vie
- 1973 : Petite sœur
- 1979 : Monia (réédition)